# Johowia ciliata
Johowia ciliata är en tvåvingeart som beskrevs av Borgmeier 1960. Johowia ciliata ingår i släktet Johowia och familjen puckelflugor. Inga underarter finns listade i Catalogue of Life.